# Dražen Petrović
Dražen Petrović   (Šibenik, 22 d'octubre de 1964 - Denkendorf, 7 de juny de 1993), AFI [drǎʒen pětroʋitɕ], conegut també com a El geni de Šibenik, fou un jugador de bàsquet croat. Va començar jugant en l'equip de la seva ciutat natal fins que el 1984 Mirko Novosel el va dur a la Cibona Zagreb, on va guanyar tots els títols possibles, incloses 2 Copes d'Europa i 1 Recopa. En 1988 va fitxar pel Reial Madrid i aquesta temporada conquista la Copa del Rei i la Recopa d'Europa, en una final memorable en la qual va fer 62 punts.
L'any següent va marxar a l'NBA. Va fitxar pels Portland Trail Blazers, però a l'equip d'Oregon no va gaudir de la confiança de l'entrenador i no va tenir la oportunitat de demostrar el seu talent. Va ser traspassat als New Jersey Nets, on per fi va aconseguir demostrar que era un dels majors talents de la història del bàsquet. Va morir el juny de 1993, víctima d'un accident de trànsit. Després de la seva mort, el seu número, el 3, va ser retirat dels New Jersey Nets.
Petrovic va ser inclòs en el Basketball Hall of Fame l'any 2002. Va obtenir el premi Mr. Europa el 1986 i el 1993. El seu joc es caracteritzava tant per un domini perfecte de la pilota actuant tant d'escorta com d'aler, com un bon segon base quan l'oficial estava ben marcat per l'equip rival. En l'u contra u era imparable. També era un excel·lent tirador i passador i realitzava jugades antològiques i de fantasia. Va ser un dels millors jugadors d'Europa. El seu major defecte era l'excés d'individualisme i li faltava defensar amb major contundència. Era un jugador fonamentalment d'atac.

## Trajectòria

### Inicis i carrera a Europa

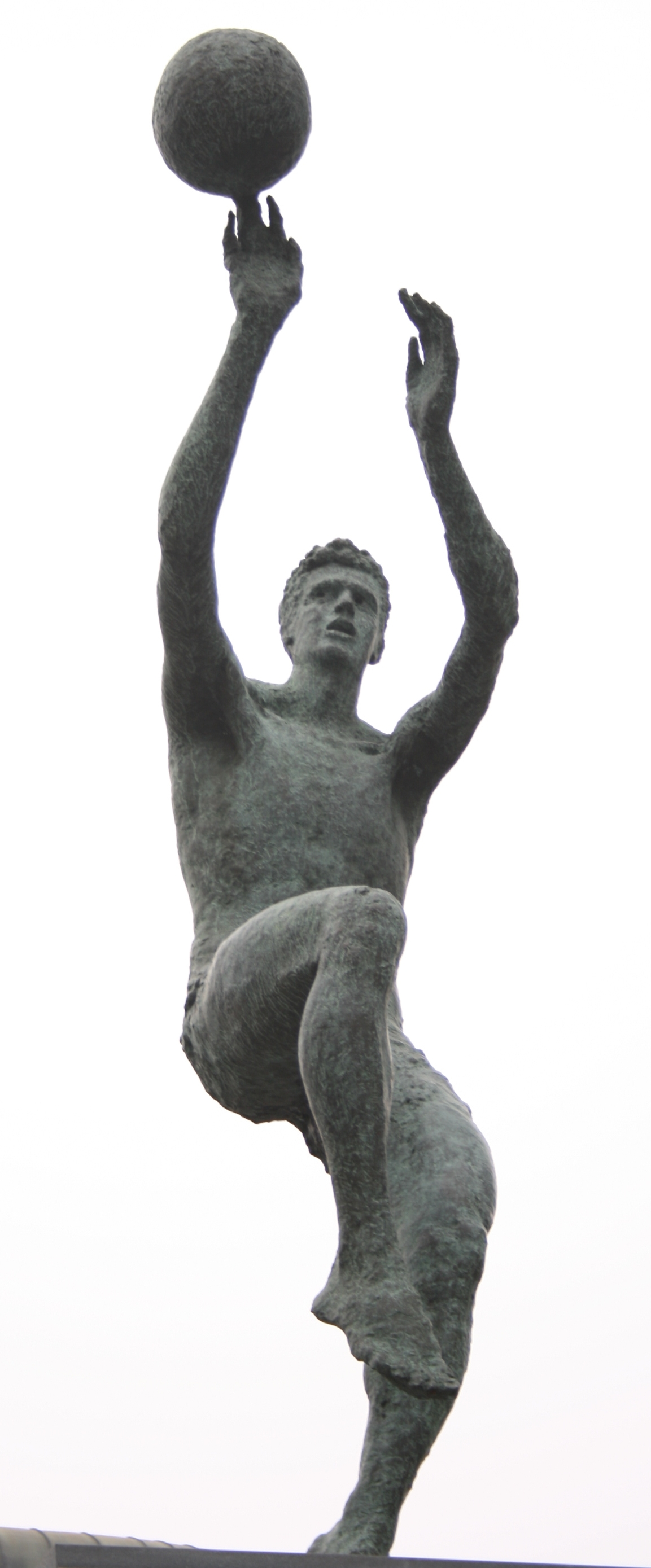
Estàtua de Dražen Petrović a la ciutat de Zagreb.

Amb 13 anys, Petrović va entrar a les categories inferiors del Košarkaški klub Šibenka de la seva ciutat natal i, amb tot just 15 anys ja formava part del primer equip. Després de complir el servei militar, va seguir els passos del seu germà fitxant pel Košarkaški klub Cibona de la ciutat de Zagreb, un dels millors equips iugoslaus.
El primer any a l'equip va guanyar el campionat de lliga i de copa, a més d'aconseguir portar l'equip a la primera final de la Copa d'Europa. Van vèncer en la final l'equip amb més títols i el favorit de la competició, el Reial Madrid, èxit que es va repetir la temporada següent després de vèncer el Basketball Club Žalgiris soviètic, on jugava una altra de les grans figures de l'època del bàsquet europeu, Arvydas Sabonis. Després de no aconseguir el títol de lliga el 1986, que va perdre a la final contra el Košarkaški klub Zadar del seu amic Stojan Vranković, l'equip va disputar com a campió de copa la Recopa d'Europa, segona competició per importància del bàsquet europeu de clubs. En ella el seu equip va tornar a proclamar-se campió després de vèncer la Unione Sportiva Victoria Libertas Pallacanestro italiana aconseguint tres títols europeus consecutius. Petrović va prometre uns registres en aquestes finals de 28.7 punts (amb un màxim de 36), 5 assistències, 5.3 rebots (amb un topall de 8) i 2.3 recuperacions, sent el màxim anotador en dos dels tres partits.
Sent una de les «bèsties negres» del Reial Madrid, el jugador es va incorporar per a la temporada 1988-89 a les files de l'equip espanyol. En la seva primera i única temporada amb els merengues, Petrović va guanyar una Copa del Rei, però va perdre contra pronòstic la final del campionat de lliga contra el FC Barcelona. En el panorama continental, però, va portar els madrilenys a guanyar la Recopa d'Europa de 1989, vencent en el temps extra el Juvecaserta Basket d'Oscar Schmidt sent considerada com una de les millors finals de les competicions europees. En ella, el balcànic va anotar 62 punts, davant dels 44 del seu rival brasiler; per a un marcador final 117-113.
Motivat per l'interès dels Portland Trail Blazers de l'NBA després de les seves grans actuacions, Petrović va fitxar de manera abrupta pel conjunt d'Oregon, el qual va pagar 1.500.000 dòlars per la seva rescissió de contracte, unint-se al conjunt estatunidenc en la temporada 1989-90. En el seu període a Europa com a jugador professional, Petrović va fer una mitjana de més de 30 punts per partit.

### Període a la NBA

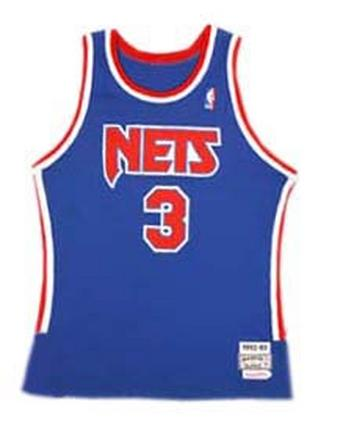
Els New Jersey Nets van retirar el número del jugador després de la seva mort.

Recalant als Blazers, l'equip tenia grans jugadors com Terry Porter o Jerome Kersey i eren liderats pel jugador franquícia de l'equip, Clyde Drexler. Com aquest jugava en la seva mateixa posició, la participació de Petrović a l'equip es va reduir a 12 minuts per partit. Per a la temporada 1990-91 de l'NBA, Petrović ja només disputava 7 minuts per partit. A causa de la seva insatisfacció en el club, Petrović va demanar el traspàs. Un triple intercanvi amb Denver Nuggets ho va enviar als New Jersey Nets a canvi d'una primera ronda de draft.
El 23 de gener de 1991, Petrović va recalar als New Jersey Nets, un equip jove i amb projecció que esperava un gran futur amb jugadors com Kenny Anderson o Derrick Coleman, a més del mateix Petrović. Immediatament, Petrović va respondre a les expectatives del club fent una mitjana de 12.6 punts per partit. Per a la temporada 1991-92 de l'NBA, Petro (sobrenom donat pels fans) va augmentar la seva puntuació a 20.6, liderant l'estadística de percentatge d'encert en tirs de camp i convertint-se en el jugador franquícia de l'equip. Per a la temporada 1992-93 de l'NBA, Petrović va augmentar encara més les seves prestacions amb 22.3 punts i amb 45% en percentatge de llançaments. Però, per a la seva decepció, no va ser convocat per a l'All-Star Game de l'NBA 1993.

### Defunció
L'estiu de 1993, després que els Nets fossin eliminats per Cleveland Cavaliers a primera ronda de playoffs, Petrović es va traslladar a Polònia on es concentrava la selecció de bàsquet de Croàcia. Aleshores, Petrović contemplava una possible sortida dels Nets a causa de la tensió entre ell i els seus companys d'equip, a més que els Nets no van renovar el seu contracte. Tot i això, després es va poder conèixer que els Nets esperaven la seva arribada per oferir-li un contracte que només havia de ser superat en xifres pel d'en Michael Jordan.
Dražen Petrović va morir en un accident de trànsit quan un camió es va creuar en el camí del seu cotxe a Denkendorf, a l'estat alemany de Baviera, a uns 100 km de la seva capital, Múnic. D'acord als testimonis de la policia d'Ingolstadt, el conductor del camió va intentar evitar una col·lisió amb un altre cotxe i va perdre el control, creuant-se en el camí del cotxe de Petrović, el qual estava adormit mentre conduïa la seva nòvia, Klara Szalantzy, la qual només va resultar ferida, igual que l'altra acompanyant del cotxe, Hilal Ebedel, una jugadora turca de bàsquet. Pel que sembla, la visibilitat aquell dia era molt dolenta i Petrović no portava cordat el cinturó de seguretat. El seu cos va ser enterrat al Cementiri de Mirogoj a Zagreb.
Molts jugadors de la NBA van parlar sobre la mort de Petrović, lamentant la seva marxa, recalcant la seva personalitat i dedicació al bàsquet i el seu talent. David Stern i jugadors com Michael Jordan o el seu excompany i amic Clyde Drexler van lamentar la seva mort. Després de la seva mort, el seu número, el 3, va ser retirat dels New Jersey Nets. Petrović va ser inclòs al Basketball Hall of Fame l'any 2002.

## Selecció nacional

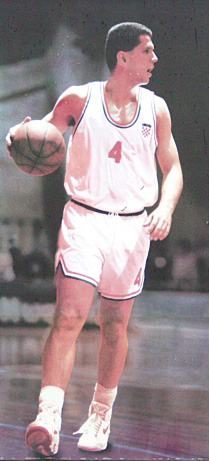
Jugant amb la selecció croata.

Abans de la seva carrera a la NBA, les seves actuacions a nivell de clubs es van veure també correspostos amb les seves actuacions a nivell de seleccions. Integrant de la selecció iugoslava, va ser un dels grans artífexs dels triomfs al costat dels seus companys Toni Kukoč, Vlade Divac, Dino Rađa. L'equip va aconseguir dues medalles olímpiques, bronze a Los Angeles 1984 i plata a Seül 1988; dues medalles a europeus, bronze a Grècia 1987 i or a Iugoslàvia 1989; i una medalla de bronze al Mundial d'Espanya 1986 i una d'or al Mundial d'Argentina 1990. A més va ser nomenat MVP dels torneigs en dues ocasions.
Ja com a jugador de la lliga nord-americana i després de la independència de la República Socialista de Croàcia de la República Federal Socialista de Iugoslàvia, Petrović va optar per jugar amb els croats, produint-se un cisma entre ambdós països a nivell esportiu, polític i social. El seu èxit més gran amb la samarreta croata va ser la d'una medalla de plata als Jocs Olímpics de Barcelona 1992, sent derrotats pel Dream Team en la final.
Especial repercussió va tenir el citat incident polític de la dissolució de Iugoslàvia a la seva vida personal i esportiva sent un dels capítols que més van marcar el seu esdevenir. Després de la plata de Seül 1988 i l'or com a amfitrió a l'EuroBasket 1989, les tensions van començar a sorgir al Mundial d'Argentina 1990. Encara que els balcànics es van imposar a la final del torneig a la selecció soviètica per 92-75, durant la celebració del títol un aficionat croat embolicat en la bandera nacional, va saltar a la pista i va ser expulsat de la mateixa pel company i millor amic de Petrović, Divac, al·legant que aquell dia «havia guanyat Iugoslàvia, no Croàcia». Des d'aquell dia la seva amistat es va corrompre fins al punt de trencar-se a causa de conflictes externs i a l'arrelat sentiment de Petrović per la identificació croata, el sentiment independentista del qual començava a ser notable entre la societat d'un fracturat país. El rerefons històric de la ruptura de la República Federal Socialista de Iugoslàvia i l'amistat de tots dos, originalment iugoslaus i posteriorment croat i serbi, es pot veure al documental: Once Brothers.

## Estil de joc
El seu joc es caracteritzava per un domini perfecte de la pilota, actuant tant d'escorta com d'aler, i com un bon segon base quan l'altre estava ben marcat pel rival. A l'un contra un era imparable. També era un excel·lent tirador i passador i realitzava jugades antològiques i de fantasia. Va ser un dels millors jugadors europeus i potser el millor anotador. El seu defecte més gran era ser en excés individualista i li faltava defensar amb més contundència. Era un jugador fonamentalment d'atac. Després de cada partit es quedava ell sol llançant triples durant una hora, raó per la qual en els partits aprofundia més en l'atac.

## Palmarés

### Clubes
| Temporada | Competició          | Club        |
| --------- | ------------------- | ----------- |
| 1984-85   | Copa d'Europa       | KK Cibona   |
| 1984-85   | Lliga de Iugoslàvia | KK Cibona   |
| 1984-85   | Copa de Iugoslàvia  | KK Cibona   |
| 1985-86   | Copa d'Europa       | KK Cibona   |
| 1985-86   | Copa de Iugoslàvia  | KK Cibona   |
| 1986-87   | Recopa d'Europa     | KK Cibona   |
| 1986-87   | Supercopa d'Europa  | KK Cibona   |
| 1987-88   | Copa de Iugoslàvia  | KK Cibona   |
| 1988-89   | Copa del Rei        | Real Madrid |
| 1988-89   | Recopa d'Europa     | Real Madrid |

### Seleccions
| Any  | Torneig                   | Seu                              | Medalla | Equip nacional |
| ---- | ------------------------- | -------------------------------- | ------- | -------------- |
| 1982 | Campionat d'Europa Junior | Dimitrovgrad i Haskovo, Bulgaria | Plata   | Iugoslàvia     |
| 1983 | Universiada               | Edmonton, Canadà                 | Plata   | Iugoslàvia     |
| 1984 | Jocs Olímpics             | Los Angeles, EUA                 | Bronze  | Iugoslàvia     |
| 1986 | Campionat del Món         | Madrid, Espanya                  | Bronze  | Iugoslàvia     |
| 1987 | Universiada               | Zagreb, Iugoslàvia               | Or      | Iugoslàvia     |
| 1987 | Eurobasket                | Atenes, Grècia                   | Bronze  | Iugoslàvia     |
| 1988 | Jocs Olímpics             | Seül, Corea del Sud              | Plata   | Iugoslàvia     |
| 1989 | Eurobasket                | Zagreb, Iugoslàvia               | Or      | Iugoslàvia     |
| 1990 | Campionat del Món         | Buenos Aires, Argentina          | Or      | Iugoslàvia     |
| 1992 | Jocs Olímpics             | Barcelona, Catalunya             | Plata   | Croacia        |